# Z Bull ゼット・ブル
『Z Bull ゼット・ブル』（原題：Office Uprising）は、リン・オーディング監督・ピーター・ギャンブル=ロビンソンとイアン・ショア脚本によるアメリカ合衆国のホラーコメディ映画。
出演者はブレントン・スウェイツ、ジェーン・レヴィ、カラン・ソーニ、ザカリー・リーヴァイ、イアン・ハーディングである。
アメリカ合衆国では、ソニーのビデオ・オン・デマンドサービスSony Crackleにて2018年7月19日から配信が開始された。日本ではヒューマントラストシネマ渋谷にて開催される「未体験ゾーンの映画たち2019」にて2019年4月に上映された。

## あらすじ
テキサスにある兵器会社アモテック社の経理部で働くデズモンドは、遅刻をはじめとする不真面目な勤務態度が目立っており、リストラの候補に挙がっていた。ある日、デズモンドがいつものように遅れて出勤すると、社員たちの様子がおかしいことに気づく。その原因は、社員たちが集中力を強化するために愛飲していたドリンク剤「ゾルト」にあった。「ゾルト」によって社員たちは互いに殺し合うようになり、辺りは地獄絵図となった。
デズモンドとその片思いの相手であるサマンサ、そして難を逃れたLentworthとMouradは、暴動によって封鎖された会社の中から脱出すべく、社内のセキュリティシステムを攻略していくのであった。

## キャスト
※括弧内は日本語吹替
- デズモンド：ブレントン・スウェイツ（平野潤也）
- サマンサ：ジェーン・レヴィ（織江珠生）
- ムラト：カラン・ソーニ（森野彰太）
- アダム・ナスバウム：ザカリー・リーヴァイ（俊藤光利）
- Lentworth：カート・フラー
- Nicholas Frohm：イアン・ハーディング
- Franklin Gantt：グレッグ・ヘンリー
- ボブ：アラン・リッチソン
- Marcus Gantt：サム・デイリー（英語版）
- リサ：Ashton McClearin
- ジョー：Stephen OYoung
- クラレンス：バリー・シャバカ・ヘンリー
- ジェリー・ソロモン：Roger J. Timber
- ラルフ：Mickey Gooch Jr.
- Freddy Wong：ケネス・チョイ
- マリオ：Tyron Woodley
- クラウド：Travis Berens

## 制作
2016年10月26日、スタントマンとして知られるリン・オーディングが、Office Uprisingという題名のゾンビ映画を監督することが報じられた。

### 撮影
2016年12月初頭、アラバマ州にて主要撮影が開始された

## 公開

### マーケティング
2018年6月21日、本作の予告編が公開された。